# Белько, Виталий Леонардович
Вита́лий Леона́рдович Белько́ (17 апреля 1989, Минский район) — белорусский гребец-байдарочник, выступает за национальную сборную Белоруссии по гребле начиная с 2008 года. Дважды бронзовый призёр Европейских игр в Баку, бронзовый призер чемпионата мира 2017 г., двукратный чемпион (2018 и 2021 гг.), серебряный и трижды бронзовый призёр чемпионатов Европы, трехкратный чемпион этапов Кубка Мира (2011, 2015, 2016 гг.), чемпион и серебряный призер летней Универсиады в Казани, многократный победитель и призер чемпионатов мира и Европы среди юниоров и молодежи до 23 лет, многократный победитель и призер чемпионатов мира среди студентов, многократный победитель и призёр регат международного и республиканского значения, мастер спорта международного класса.

## Биография
Виталий Белько родился 17 апреля 1989 года в Минском районе Минской области Белорусской ССР. Активно заниматься греблей начал с раннего детства, проходил подготовку в Минской областной комплексной Специализированной детско-юношеской школе олимпийского резерва и в Республиканском центре олимпийской подготовки по гребным видам спорта. Тренировался под руководством таких специалистов как В. В. Дрозд и Л. В. Дрозд. На соревнованиях представляет спортивный клуб Вооружённых сил и Министерство спорта и туризма Республики Беларусь.
Впервые заявил о себе в 2013 году — будучи студентом, представлял страну на летней Универсиаде в Казани, где завоевал золотую медаль в двойках на пятистах метрах и серебряную медаль в четвёрках на пятистах метрах.
Первого серьёзного успеха на взрослом международном уровне добился в сезоне 2015 года, когда вошёл в основной состав белорусской национальной сборной и побывал на чемпионате Европы в чешском Рачице, откуда привёз награды бронзового и серебряного достоинства, выигранные в зачёте двухместных байдарок на дистанциях 500 и 1000 метров соответственно. Также успешно выступил на первых Европейских играх в Баку, став бронзовым призёром в километровых дисциплинах двоек и четвёрок.
В 2016 году принял участие в европейском первенстве в Москве — вместе с напарником Романом Петрушенко выиграл здесь бронзовую медаль в программе байдарок-двоек на дистанции 500 метров. Кроме того, их экипаж одержал победу на этапе Кубка мира в немецком Дуйсбурге.
За выдающиеся спортивные достижения удостоен почётного звания «Мастер спорта Республики Беларусь международного класса».